# رئوس مطالب لسوتو
طرح کلی زیر به عنوان یک مرور کلی و راهنمای موضوعی لسوتو ارائه شده‌است:

پرچم لسوتو

نشان ملی لسوتو

موقعیت لسوتو در نقشه جهان

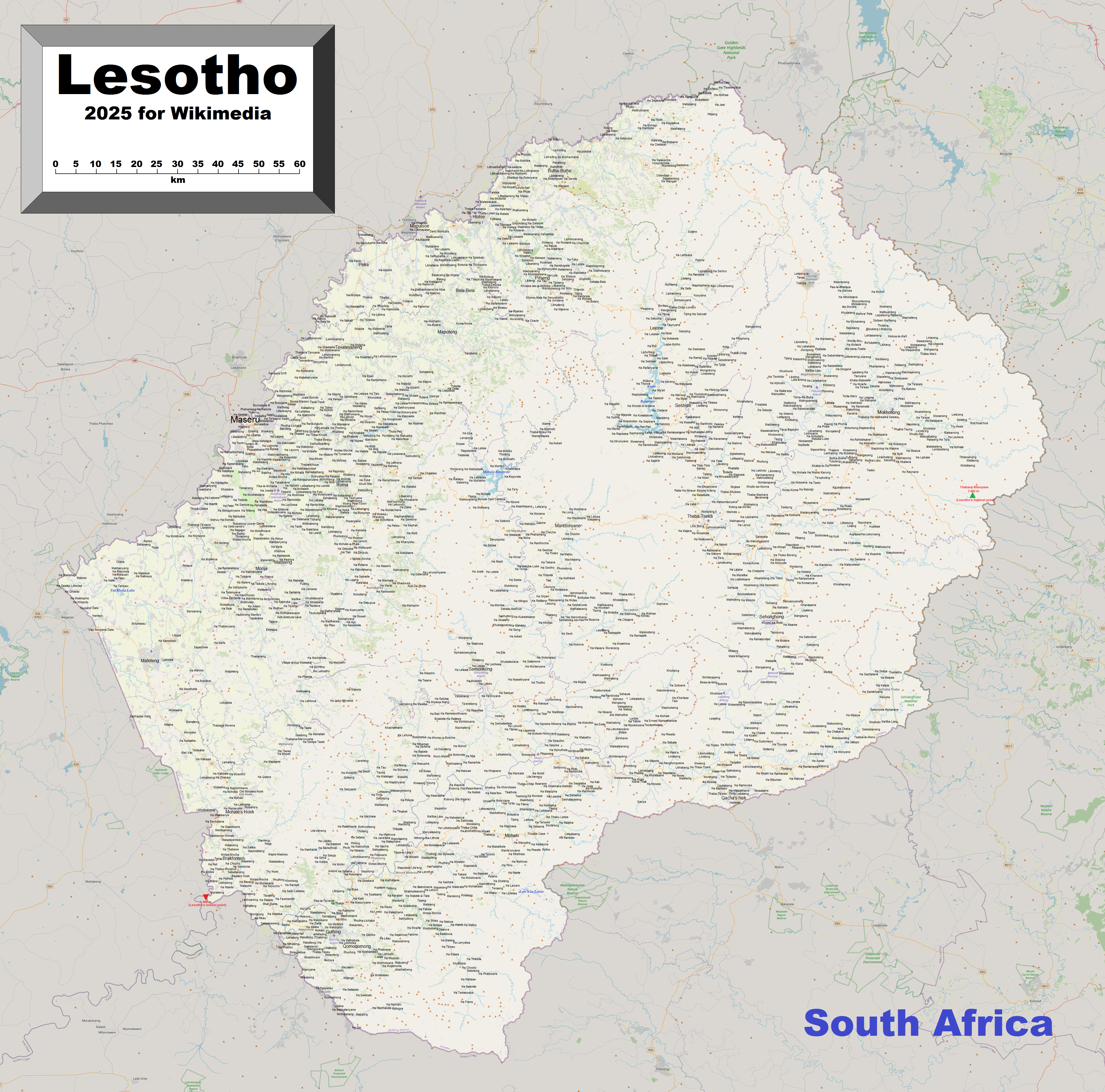
نقشهٔ تفصیلی پادشاهی لسوتو

لسوتو کشوری مستقل در جنوب قاره آفریقا است. لسوتو کشوری محصور در خشکی و کاملاً احاطه‌شده با جمهوری آفریقای جنوبی است. این کشور در گذشته با نام باسوتولند شناخته می‌شد و اکنون یکی از اعضای کشورهای همسود به‌شمار می‌رود. نام «لسوتو» به‌طور تقریبی به معنی «سرزمین سخنگویان زبان سوتو» است.

## مرجع عمومی
تلفظ: ‎/lɪˈsuːtuː/‎
نام کشور مشترک: لسوتو
نام رسمی کشور: پادشاهی لسوتو
نام خارجی و داخلی متداول: Lesotho
اندونیم (های) رسمی: Muso oa Lesotho
دمون(ها): لسوتویی، باسوتو (Basotho)

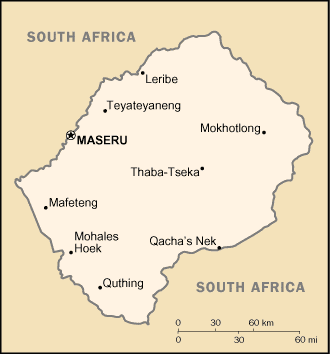
یک نقشه اساسی قابل گسترش از لسوتو

ریشه‌شناسی: برگرفته از زبان سوتو، به معنای «سرزمین کسانی که سوتو صحبت می‌کنند»
رتبه‌بندی بین‌المللی لسوتو
کدهای ISO کشور: LS , LSO، ۴۲۶
کد منطقه‌ای ایزو: به ISO 3166-2:LS
دامنه سطح‌بالای کد کشوری: .ls

## دولت و سیاست
سیاست لسوتو
شکل دولت: پارلمانی، دموکراسی نمایندگی، پادشاهی مشروطه
پایتخت لسوتو: ماسرو
انتخابات در لسوتو
احزاب سیاسی در لسوتو

#### شاخه اجرایی
رئیس کشور: لتسی سوم، پادشاه لسوتو
رئیس حکومت: سام ماتکانه،نخست‌وزیر لسوتو
کابینه دولت لسوتو

#### شاخه قانونگذاری
مجلس لسوتو (دو مجلسی)
مجلس سنا (مجلس بالا)
- - رئیس مجلس سنا: ماموناهنگ موکیتی‌می

مجلس ملی (مجلس پایین)
- - رئیس مجلس ملی: تلوهانگ سکامانه

### روابط خارجی
روابط خارجی لسوتو
وابسته‌های دیپلماتیک در لسوتو
وابسته های دیپلماتیک لسوتو

### حقوق و قانون در لسوتو
قانون اساسی لسوتو
پلیس سواره‌نظام لسوتو
حقوق بشر در لسوتو
سقط جنین در لسوتو
حقوق اقلیت‌های جنسی در لسوتو
حشیش در لسوتو
معلولیت در لسوتو
مجازات اعدام در لسوتو
کودک کار در لسوتو
فساد در لسوتو
جرم در لسوتو
قاچاق انسان در لسوتو

### نظامی‌گری در لسوتو
نیروهای دفاعی لسوتو
فرماندهی:  فرمانده کل قوا: پادشاه
نیروها:  ارتش لسوتو نیروی دریایی: ندارد

### دولت محلی در لسوتو
دولت محلی در لسوتو

#### عضویت در سازمان‌های بین‌المللی
پادشاهی لسوتو عضو سازمان‌های زیر است
اتحادیه آفریقا (AU)
گروه کشورهای آفریقا، حوزه کارائیب و اقیانوسیه (ACP)
بانک توسعه آفریقا (AfDB)
جامعه توسعه جنوب آفریقا (SADC)
اتحادیه گمرکی جنوب آفریقا (SACU)
سازمان ملل متحد (UN)
صندوق بین‌المللی پول (IMF)
بانک بین‌المللی بازسازی و توسعه (IBRD)
سازمان جهانی بهداشت (WHO)
یونسکو (UNESCO)
یونیدو (UNIDO)
سازمان بین‌المللی کار (ILO)
سازمان جهانی تجارت (WTO)
سازمان جهانی گمرک (WCO)
سازمان جهانی مالکیت فکری (WIPO)
سازمان جهانی هواشناسی (WMO)
دیوان کیفری بین‌المللی (ICCt)
فائو (FAO)
آژانس بین‌المللی انرژی اتمی (IAEA)
اتحادیه بین‌المجالس (IPU)
کمیته بین‌المللی المپیک (IOC)
کمیساریای عالی سازمان ملل برای پناهندگان (UNHCR)
صندوق بین‌المللی توسعه کشاورزی (IFAD)
پلیس بین‌الملل (Interpol)
سازمان بین‌المللی استانداردسازی (ISO)
سازمان بین‌المللی هوانوردی غیرنظامی (ICAO)
نهضت بین‌المللی صلیب سرخ و هلال احمر (ICRM)
فدراسیون بین‌المللی صلیب سرخ و هلال احمر (IFRCS)
سازمان منع سلاح‌های شیمیایی (OPCW)
سازمان بین‌المللی ارتباطات ماهواره‌ای (ITSO)
سازمان بین‌المللی مخابرات (ITU)
سازمان بین‌المللی مهاجرت (IOM)
اتاق بازرگانی بین‌المللی (ICC)
گروه ۷۷ (G77)
جنبش عدم تعهد (NAM)
مؤسسه مالی بین‌المللی (IFC)
انجمن توسعه بین‌المللی (IDA)
آژانس چندجانبه تضمین سرمایه‌گذاری (MIGA)
سازمان جهانی گردشگری (UNWTO)
دیوان دائمی داوری (PCA)

## تاریخ لسوتو
تاریخ لسوتو
رویدادهای جاری لسوتو

## فرهنگ لسوتو
فرهنگ لسوتو
آشپزی لسوتو
زبان‌های لسوتو
زبان اشاره لسوتو
نمادهای ملی لسوتو
- - نشان ملی لسوتو
  - پرچم لسوتو
  - سرود ملی لسوتو

جمعیت‌شناسی لسوتو
تعطیلات رسمی لسوتو
دین در لسوتو
- - کلیسای کاتولیک در لسوتو
  - اسلام در لسوتو
  - سیک‌ئیسم در لسوتو

میراث جهانی لسوتو: هیچ

### هنر در لسوتو
ادبیات لسوتو
موسیقی در لسوتو
تلویزیون لسوتو
ایستگاه‌های رادیویی در لسوتو

### ورزش در لسوتو
ورزش در لسوتو
فوتبال در لسوتو
لسوتو در المپیک
دوچرخه‌سواری در لسوتو

## جغرافیای لسوتو
جغرافیای لسوتو
لسوتو: یک کشور محصور در خشکی
موقعیت:
- - نیمکره شرقی و نیمکره جنوبی
  - قاره آفریقا
    - جنوب آفریقا
      - محصور در جمهوری آفریقای جنوبی

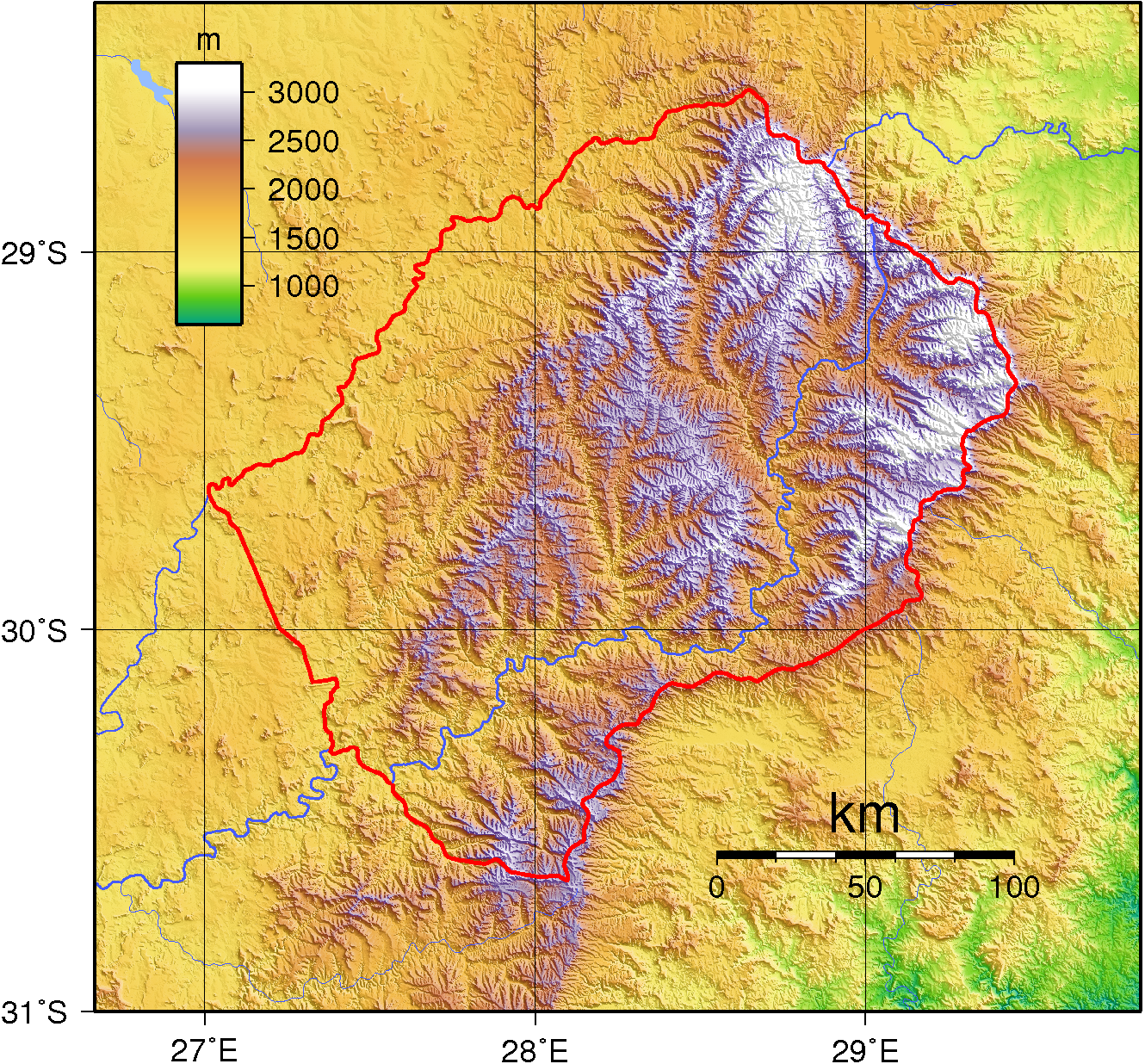
نقشه توپوگرافی قابل بزرگنمایی از لسوتو

منطقه زمانی: زمان استاندارد آفریقای جنوبی (UTC+02)
نقاط پرتگاه لسوتو:
- -     - بلندترین نقطه: تابانا نتلنیانا ۳٬۴۸۲ متر (۱۱٬۴۲۴ فوت)
    - پایین‌ترین نقطه: محل اتصال رودخانه‌های اورنج و ماخالنگ ۱٬۴۰۰ متر (۴٬۵۹۳ فوت)

مرزهای زمینی:   آفریقای جنوبی ۹۰۹ کیلومتر
- -     - مرز لسوتو–آفریقای جنوبی

خط ساحلی: ندارد
جمعیت لسوتو: 2,008,000 – 144مین کشور پرجمعیت
مساحت لسوتو: 30,355 کیلومتر مربع
اطلس لسوتو

### محیط زیست لسوتو

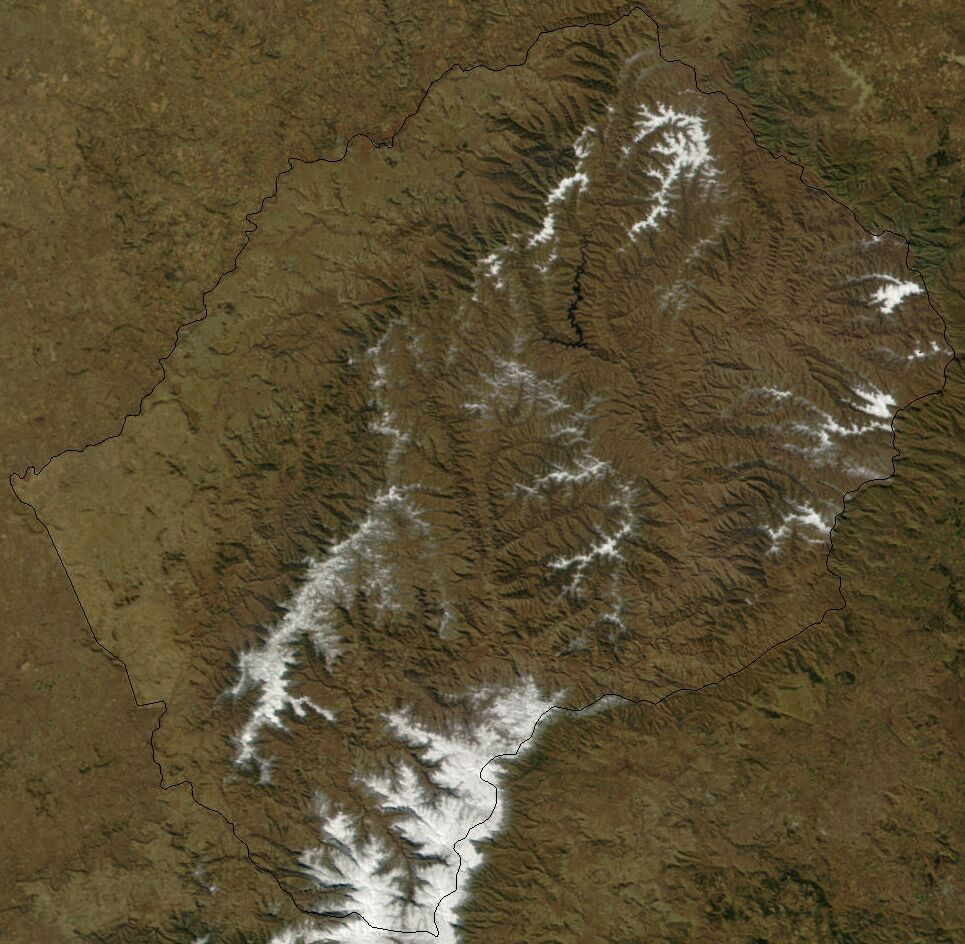
تصویر ماهواره‌ای قابل بزرگنمایی از لسوتو

آب و هوای لسوتو
حیات وحش لسوتو
- - جانوران لسوتو
    - پرندگان لسوتو
    - پستانداران لسوتو

#### ویژگی‌های جغرافیایی طبیعی لسوتو
یخچال‌های طبیعی در لسوتو: ندارد
رودخانه‌های لسوتو
میراث جهانی لسوتو: ندارد

### مناطق لسوتو
فهرست بوم‌ناحیه‌های لسوتو

#### اقلیم‌های زیستی لسوتو
فهرست واحدهای چینه‌شناسی فسیل‌دار در لسوتو

#### تقسیمات اداری لسوتو
تقسیمات کشوری لسوتو
ناحیه‌های لسوتو

##### حوزه‌های انتخاباتی لسوتو
شوراهای اجتماعی لسوتو

##### دادگاه استیناف لسوتو
پایتخت لسوتو: ماسرو
شهرهای لسوتو

### جمعیت‌شناسی لسوتو
جمعیت‌شناسی لسوتو

## اقتصاد و زیرساخت‌های لسوتو
اقتصاد لسوتو
رتبه اقتصادی بر اساس تولید ناخالص داخلی (اسمی) در سال ۲۰۰۷: ۱۵۹‌مین کشور
ارتباطات در لسوتو
- - اینترنت در لسوتو

شرکت‌های لسوتو
واحد پول لسوتو: لوتی لسوتو
- - استاندارد ایزو ۴۲۱۷: LSL

سلامت در لسوتو
استخراج معدن در لسوتو
گردشگری در لسوتو
حمل و نقل در لسوتو
- - فرودگاه‌های لسوتو
  - ترابری ریلی در لسوتو

## آموزش در لسوتو
آموزش در لسوتو